# B級家電
B級家電（びいきゅうかでん）とは、日本国内電気大手8社以外のメーカー製品で、国産優良家電メーカーであるジェネリック家電に含まれないメーカーの製品。又は粗悪な国産及び輸入家電製品の総称。

## 概要
かつて国内の家電販売は、各地に各家電メーカーの直営店（系列電器店）が行い、各家庭はそれぞれの系列店のお世話になると、家中の家電全てそのメーカーの製品を買うことが慣例であった。しかし、1970年代に東京秋葉原、大阪日本橋の家電問屋街で、電機大手8社の家電製品を消費者が直接自由に買うことができる家電問屋（家電量販店の元の仕組みとなる店舗）が登場した。これにより、それまでできなかったパナソニックのテレビと日立のエアコン、ソニーのステレオという組み合わせが各家庭で楽しめるようになり、家電製品の国内売上も一気に拡大した。この時、仕入先である家電大手8社の逆鱗に触れぬよう、各大手量販店は8社以外の中小競合メーカー製品の仕入れを拒否した。ここで選に漏れた中小の家電メーカーや製品がB級家電と呼ばれるようになった。
以後大手8社以外の中小優良メーカー製品も、海外製の粗悪な家電製品も、大手家電量販店に扱ってもらえないという理由で、玉石混交のままB級家電と呼ばれる時代が長く続いた。家電量販店で扱ってもらえない中小の家電メーカーは、ホームセンターやディスカウントストア、又は輸出など、他の販路を探すか、大手8社の下請けに甘んじるしかなかった。
しかし、2008年9月15日のリーマン・ショック以後、大手8社が自社の生き残りのために相次いで不採算部門の製品作りを縮小。消費も冷え込むなか、国内の下請け切りが一気に進んだ。この時期、家電量販店内の一等地であったエレベーター前の商品展示スペースはソニー、パナソニック等の大型テレビからサムスン電子など韓国中国などの格安メーカーに奪われることとなった。市場の冷え込みが収まらぬ中、2011年3月11日東日本大震災が発生。国内家電各メーカーは存続の危機を迎える。
ここで大手8社への依存を諦めた下請け各社が、自社ブランドでの販売へ活路を求めることとなった。この状況を見て、国産の優良中小家電メーカーを守ろう、彼らの製品を、B級家電から切り分けて率先使用しようという中小優良国内家電メーカー応援運動が、集英社週刊プレイボーイよりおこった。その特集記事で生まれたのがジェネリック家電という新語である。
今まで大手8社製品以外は全てB級家電という曖昧な分類しかなかったが、大手8社製品、ジェネリック家電、B級家電と3段階に分類されたことによって、知名度の少ない中小メーカーであっても、優良なメーカーや製品はジェネリック家電と切り分け、粗悪なB級家電と明確に区別されるようになった。
これにより消費者は、大手8社製品以外のメーカー製品であっても、安くても安心な家電製品を明確に選べるようになり、誤って粗悪なB級家電を買うことを避けられるようになった。